# Kirov Zavod
Kirov Zavod eller Kirov-fabrikken ( Rusland) er en russisk producent af jordbrugsmaskiner i Sankt Petersborg, Rusland, hvor fabrikken har været lokaliseret siden 1801. Kirovets traktorer udgør den nuværende primære produktion. De har produceret traktorer siden 1962.